# Bechtel
Bechtel Corporation is een Amerikaans bouw- en ingenieursbedrijf. Het is gevestigd in Reston (Virginia). Bechtel is de grootste Amerikaanse bouwonderneming en de op drie na grootste private onderneming van het land.

## Activiteiten
Bechtel is wereldwijd actief en heeft de activiteiten in vier bedrijfsonderdelen verdeeld:
- Energy: dit bedrijfsonderdeel levert een breed pakket van diensten aan de olie- en gasindustrie. Het is een belangrijke aannemer voor de bouw van fabrieken voor de productie van vloeibaar aardgas. Bechtel was onder andere betrokken bij de bouw van de Trans-Arabische Pijpleiding waarvan de aanleg in 1947 begon. In 1977 bouwde het de eerste installatie voor de productie van lng in Algerije.
- Mining & Metals: Bechtel is betrokken bij de aanleg van mijnen en zorgt voor het transport, waaronder van water, en elektriciteit die noodzakelijk is voor het functioneren van de mijn.
- Nuclear, Security & Environmental. Voor overheden, waaronder defensie, en particuliere nutsbedrijven is Bechtel betrokken bij de bouw en onderhoud aan kernenergiecentrales. Het bedrijf helpt ook bij het ontmantelen en het veilig verwerken van radioactief materiaal. In 1949 werd de productie van elektriciteit uit kernenergie gestart met een EBR-1 reactor in Idaho die met hulp van Bechtel was gebouwd.
- Infrastructure: een brede activiteit op het gebied van infrastructuur, zoals de aanleg van vliegvelden, metrolijnen, de productie van en transmissiesystemen voor elektriciteit. De Bay Area Rapid Transit in San Francisco en de Kanaaltunnel waren projecten waar het bedrijf aan meewerkte. In Londen werkt het nu aan Crossrail.

## Aandeelhouders
Bechtel is een familiebedrijf en niet beursgenoteerd. Over het bedrijf is weinig bekend omdat de familie en bestuurders de publiciteit niet zoeken. Het bestuur is gedurende bijna de gehele geschiedenis van het bedrijf in handen van de familie geweest. Per eind 2016 wordt Brendal Bechtel de nieuwe CEO van het bouwbedrijf en is daarmee de vierde generatie van de familie aan de bedrijfstop.
De aandelen zijn grotendeels in handen van de familie en topbestuurders van het bedrijf. De familie heeft ongeveer 40% van de aandelen in handen. Leidinggevenden boven een bepaalde niveau kunnen aandelen kopen, maar zijn verplicht deze weer te verkopen zodra ze met pensioen gaan of het bedrijf verlaten. Voor familieleden geldt deze verplichting niet, maar voor de rest hebben de aandelen in handen van de familie geen privileges.

## Geschiedenis
Het bedrijf gaat terug op de activiteiten van Warren A. Bechtel, een veehouder die zich in 1898 in Oklahoma ging vestigen om er aan de spoorwegen te bouwen. In 1904 streek Bechtel neer in Oakland (Californië), waar hij aan de Western Pacific Railroad begon te bouwen. In 1925 werd Bechtel geïncorporeerd als bedrijf. De onderneming was op dat moment al actief in verschillende andere sectoren, waaronder de bouw van wegen en bruggen en hydro-elektrische centrales. In 1931 was Bechtel een van de partners in het consortium Six Companies dat door de overheid werd ingehuurd om de Hoover Dam te bouwen. Na het overlijden van Warren Bechtel, nam zijn zoon Stephen David Bechtel sr. de zaak over. Riley Bechtel werd in juni 1990 de CEO van het bedrijf en hij bleef op deze positie tot eind 2013.
Na de voltooiing van de Hoover Dam in 1935 - Bechtels eerste "megaproject" - begon het bedrijf zich te specialiseren in scheepsbouw, een sterke industrie tijdens de Tweede Wereldoorlog, maar diversifieerde het haar activiteiten ook verder. De aanleg van pijpleidingen, bouw van kerncentrales en opkuis van nucleaire sites zijn activiteiten die Bechtel in de tweede helft van de 20e eeuw ontplooide.

## Trivia
In het boek The Profiteers, a history of the Bechtel Corporation gaat de schrijver in op de relatie tussen de Amerikaanse regering en Bechtel. Bechtel huurde vaak ex-politici in, zoals George Shultz en Caspar Weinberger, om gebruik te maken van hun connecties binnen de regering om orders binnen te halen.